# 266 هـ
266 هـ هي سنة في التقويم الهجري امتدت مقابلةً في التقويم الميلادي بين سنتي 879 و880.

## مواليد
- أبو بكر النقاش
- ابن قانع

## وفيات
- داود بن أحمد
- أبو جعفر الدقيقي